# C6H4N2O2
化学式C6H4N2O2（摩尔质量：136.110 g/mol）可以指：
- Bimane（英语：Bimane），CAS号：79769-56-5
- 1,4-二亚硝基苯，CAS号：105-12-4
- 2,1,3-苯并二唑-5-醇，CAS号：768-09-2
- 二氰苯乙烯酮乙烯缩醛，CAS号：5694-65-5
- 苯并呋咱，CAS号：480-96-6

|  | 这个同类索引页列出了具有相同分子式的化学物（即同分異構體）条目。 除非您是有意链接至本页，否则应将相应条目的内部链接指向正确的条目。 |